# Tony Snell
Tony Rena Snell Jr. (Watts, 10 de novembro de 1991) é um jogador norte-americano de basquete profissional que atualmente joga pelo Portland Trail Blazers da National Basketball Association (NBA).
Ele jogou basquete universitário na Universidade do Novo México e foi selecionado pelo Chicago Bulls com a 20° escolha geral no Draft da NBA de 2013.

## Carreira no ensino médio
Snell frequentou a Martin Luther King High School na temporada de 2008-09, onde ele e seu companheiro de equipe, Kawhi Leonard, levaram os Wolves a um recorde de 30-3. Nessa temporada, ele teve médias de 14 pontos, sete rebotes, quatro bloqueios e três assistências por jogo.
Em 2009, Snell se matriculou na Westwind Preparatory Academy, em Phoenix, onde obteve média de 19,5 pontos, 10 rebotes, 8,8 assistências, 2,7 roubadas de bola e 1,8 bloqueios. Em Westwind, ele era companheiro de equipe de Jamaal Franklin.

## Carreira na faculdade

### Primeiro ano
Em 2009, os relatórios de observação da ESPN chamaram Snell de "diamante bruto". Ele se comprometeu a a frequentar a Universidade do Novo México em 15 de setembro de 2009.
A equipe de 2010-11 era jovem e inexperiente, liderada por Dairese Gary e Drew Gordon. Snell foi um dos quatro calouros jogando minutos significativos, junto com Kendall Williams, Alex Kirk e Cameron Bairstow. 
A equipe teve uma temporada de montanha-russa: tendo um inicio de 10-1 e depois teve uma série de seis derrotas em nove jogos. A equipe recebeu uma oferta para o Torneio Nacional de Convites de 2011 e venceu UTEP antes de perder para Alabama e terminar a temporada com um recorde de 22-13.
Nessa temporada, ele jogou em 34 jogos e teve médias de 4.4 pontos, 1.9 rebotes e 0.9 assistências em 17.5 minutos.

### Segundo ano
Na temporada de 2011-12, a equipe foi ancorados pelo jogo dominante de Drew Gordon, que marcou 19 duplos-duplos e 11,1 rebotes por jogo. A equipe permitiu apenas 59,3 pontos por jogo, o mais baixo número na história da franquia.
Snell ganhou a posição de titular depois de jogar bem nos jogos de exibição da pré-temporada. Ele marcou dois dígitos em vinte jogos, incluindo três jogos com mais de 20. 
Nessa temporada, ele jogou em 35 jogos e teve médias de 10,5 pontos, 2,7 rebotes e 2,3 assistências em 25.6 minutos.
No Torneio da NCAA, Snell marcou apenas três pontos quando a equipe venceu Long Beach State e perdeu para Louisville.

### Terceiro ano
Na temporada de 2012-13, eles novamente contaram com uma defesa difícil e um ataque de pontuação equilibrada. A equipe manteve os oponentes com sessenta pontos por jogo enquanto tinha um recorde de 10-2 em jogos decididos por seis ou menos pontos. 
Nessa temporada, Snell jogou em 35 jogos e teve médias de 12,5 pontos, 2,6 rebotes e 2,9 assistências em 31.2 minutos. Ao longo de sua carreira, ele foi o quinto atirador de lance livre mais preciso da história da universidade.
No Torneio da NCAA, eles tiveram uma decepcionante derrota para Harvard na primeira rodada. Nesse jogo, Snell fez apenas nove pontos.
Snell optou por renunciar à sua última temporada e se declarar para o Draft da NBA. Embora os seus números não fossem espetaculares, os olheiros da NBA notaram que o ataque equilibrado da equipe limitava sua produção e eles ficaram impressionados com o seu tamanho, arremesso e defesa.

## Carreira profissional

### Chicago Bulls (2013–2016)
Snell foi selecionado pelo Chicago Bulls como a 20ª escolha geral no Draft da NBA de 2013. Em 10 de julho de 2013, ele assinou com os Bulls e se juntou a eles na NBA Summer League de 2013, onde obteve uma média de 11,8 pontos, 6,6 rebotes, 2,2 assistências e 1,2 roubadas de bola em cinco jogos.
Como novato na temporada de 2013-14, Snell jogou em 77 jogos e teve médias de 4,5 pontos, 1,6 rebotes e 0.9 assistências em 16.0 minutos.
Seu melhor jogo em sua segunda temporada foi em uma vitória sobre o Philadelphia 76ers por 104-95. Ele terminou o jogo com 24 pontos e 10 rebotes. Nessa temporada, Snell jogou em 72 jogos e teve médias de 6.0 pontos, 2.4 rebotes e 0.9 assistências em 19.6 minutos.
Snell se tornou Ala titular dos Bulls no começo da temporada de 2015-16. No entanto, em 21 de dezembro, ele foi removido da rotação regular da equipe e, nos três jogos seguintes não jogou. Com Doug McDermott lesionado no dia 28 de dezembro contra o Toronto Raptors, Snell teve a chance de se restabelecer na rotação, saindo do banco para marcar 22 ponto sem uma vitória por 104–97.
Em sua última temporada nos Bulls, ele jogou em 64 jogos e teve médias de 5.3 pontos, 3.1 rebotes e 1.0 assistências em 20.3 minutos.
Em 3 temporadas em Chicago, Snell jogou em 213 jogos e registrou 1.119 pontos, 499 rebotes e 193 assistências.

### Milwaukee Bucks (2016–2019)
Em 17 de outubro de 2016, Snell foi negociado com o Milwaukee Bucks em troca de Michael Carter-Williams.
Depois de perder o primeiro jogo da temporada com uma torção no tornozelo esquerdo, Snell estreou pela equipe no segundo jogo da temporada em 29 de outubro de 2016, marcando seis pontos em 21 minutos em uma vitória de 110-108 sobre o Brooklyn Nets. 
Em 26 de dezembro de 2016, ele marcou 20 pontos em uma derrota por 107-102 para o Washington Wizards. Em 6 de março de 2017, ele marcou 18 de seus 21 pontos na primeira metade da vitória por 112-98 sobre o Philadelphia 76ers. Ele superou essa marca em 28 de março, quando marcou 26 pontos em uma vitória de 118-108 sobre o Charlotte Hornets. 
Em sua primeira temporada nos Bucks, ele jogou em 80 jogos e teve médias de 8.5 pontos, 3.1 rebotes e 1.2 assistências em 29.2 minutos.
Em 31 de julho de 2017, Snell assinou novamente com os Bucks em um contrato de quatro anos e US $ 44 milhões.
Em 3 temporadas em Milwaukee, Snell jogou em 229 jogos e registrou 1.643 pontos, 546 rebotes e 262 assistências.

### Detroit Pistons (2019–2020)
Em 20 de junho de 2019, Snell foi negociado, juntamente com Kevin Porter Jr., para o Detroit Pistons em troca de Jon Leuer.

### Atlanta Hawks (2020–Presente)
Em 20 de novembro de 2020, Snell e Khyri Thomas foram negociados com o Atlanta Hawks em troca de Dewayne Dedmon.
Em 11 de março de 2021, Snell fez a cesta da vitória dos Hawks na vitória por 121-120 sobre o Toronto Raptors, coroando uma virada de 15 pontos no quarto período.

## Estatísticas

### NBA

#### Temporada regular
| Ano      | Equipe    | PJ  | PT  | MPJ  | AP   | 3P   | LL    | RT  | AS  | BR  | TO  | PPJ |
| -------- | --------- | --- | --- | ---- | ---- | ---- | ----- | --- | --- | --- | --- | --- |
| 2013–14  | Chicago   | 77  | 12  | 16.0 | .384 | .320 | .756  | 1.6 | .9  | .4  | .2  | 4.5 |
| 2014–15  | Chicago   | 72  | 22  | 19.6 | .429 | .371 | .800  | 2.4 | .9  | .4  | .2  | 6.0 |
| 2015–16  | Chicago   | 64  | 33  | 20.3 | .372 | .361 | .909  | 3.1 | 1.0 | .3  | .3  | 5.3 |
| 2016–17  | Milwaukee | 80  | 80  | 29.2 | .455 | .406 | .810  | 3.1 | 1.2 | .7  | .2  | 8.5 |
| 2017–18  | Milwaukee | 75  | 59  | 27.4 | .435 | .403 | .792  | 1.9 | 1.3 | .6  | .4  | 6.9 |
| 2018–19  | Milwaukee | 74  | 12  | 17.6 | .452 | .397 | .881  | 2.1 | .9  | .3  | .2  | 6.0 |
| 2019–20  | Detroit   | 59  | 57  | 27.8 | .445 | .402 | 1.000 | 1.9 | 2.2 | .5  | .3  | 8.0 |
| Carreira | Carreira  | 501 | 275 | 22.5 | .424 | .380 | .849  | 2.3 | 1.2 | 0.4 | 0.2 | 6.4 |

#### Playoffs
| Ano      | Equipe    | PJ | PT | MPJ  | AP   | 3P   | LL    | RT  | AS  | BR  | TO  | PPJ  |
| -------- | --------- | -- | -- | ---- | ---- | ---- | ----- | --- | --- | --- | --- | ---- |
| 2014     | Chicago   | 5  | 0  | 9.2  | .222 | .000 | –     | 1.2 | .4  | .2  | .2  | .8   |
| 2015     | Chicago   | 11 | 0  | 12.7 | .341 | .333 | 1.000 | 1.5 | .5  | .0  | .3  | 3.9  |
| 2017     | Milwaukee | 6  | 6  | 30.8 | .500 | .516 | –     | 2.3 | 1.5 | .2  | .2  | 10.0 |
| 2018     | Milwaukee | 7  | 2  | 19.1 | .292 | .238 | –     | 1.9 | .6  | .4  | .6  | 2.7  |
| 2019     | Milwaukee | 9  | 0  | 3.1  | .333 | .500 | –     | .2  | .0  | .1  | .1  | 0.6  |
| Carreira | Carreira  | 38 | 8  | 14.9 | .337 | .317 | 1.000 | 1.4 | 0.6 | 0.1 | 0.2 | 3.6  |

### Universidade
| Ano      | Equipe     | PJ  | PT | MPJ  | AP   | 3P   | LL   | RT  | AS  | BR  | TO  | PPJ  |
| -------- | ---------- | --- | -- | ---- | ---- | ---- | ---- | --- | --- | --- | --- | ---- |
| 2010–11  | New Mexico | 34  | 7  | 17.5 | .364 | .345 | .735 | 1.9 | .9  | .2  | .2  | 4.4  |
| 2011–12  | New Mexico | 35  | 35 | 25.5 | .448 | .387 | .831 | 2.7 | 2.3 | .5  | .4  | 10.5 |
| 2012–13  | New Mexico | 35  | 35 | 31.2 | .422 | .390 | .843 | 2.6 | 2.9 | .8  | .5  | 12.5 |
| Carreira | Carreira   | 104 | 77 | 24.7 | .411 | .373 | .802 | 2.4 | 2.0 | 0.5 | 0.3 | 9.1  |

Fonte: